# Jakob Jauch
Jakob Josef Jauch (ur. 1802, zm. 1859) – duchowny niemiecki lub szwajcarski, autor słów do hymnu Liechtensteinu.
Jego przodkowie żyli w XIV wieku na terenie obecnego kantonu Uri. Urodził się w Rosji, był sponsorowany przez kardynałów i biskupów. W latach 1852–1856 pracował jako rolnik w gminie Balzers, od tego roku miał być też kapłanem w gminie Balzers. Według niektórych przekazów Jauch miał żyć w gminie Balzers w latach 1853–1863.
Jauch jest autorem słów do Oben am jungen Rhein, narodowego hymnu Liechtensteinu, które napisał w 1850 roku. W 1963 roku dokonano modyfikacji hymnu, w którym usunięto odwołania dotyczące Niemiec.